# Marc Burger
Marc Burger (* 31. Oktober 1959 in Neuchâtel) ist ein Schweizer Mathematiker, der für seine Arbeiten zu diskreten Untergruppen von Lie-Gruppen bekannt ist.
Burger studierte Mathematik an der Universität Lausanne und promovierte 1986 bei Antoine Derighetti mit der Arbeit Petits valeurs propres du Laplacian et topologie de Fell. 1990 habilitierte er an der Universität Basel, danach war er an der Stanford University, dem Institute for Advanced Study und der City University of New York. 1992 wurde er Professor an der Universität Lausanne, seit 1997 ist er Professor an der ETH Zürich. Von 1999 bis 2009 war er dort Direktor des Forschungsinstituts für Mathematik.
Er arbeitete mit Peter Sarnak über das Spektrum des Laplace-Operators und mit Shahar Mozes über Gruppenwirkungen auf Bäumen. Mit Nicolas Monod entwickelte er die Theorie der beschränkten stetigen Kohomologie und darauf aufbauend mit Alessandra Iozzi und Anna Wienhard die Theorie der Wirkungen von Flächengruppen auf Hermiteschen symmetrischen Räumen.
1994 hielt er einen eingeladenen Vortrag auf dem International Congress of Mathematicians. Er ist seit 2012 Fellow der American Mathematical Society und wurde am 21. März 2012 unter der Matrikel-Nr. 7467 Mitglied der Sektion Mathematik der Nationalen Akademie der Wissenschaften Leopoldina.

## Schriften (Auswahl)
- mit Viktor Schroeder: Amenable groups and stabilizers of measures on the boundary of a Hadamard manifold. Math. Ann. 276, 505–514 (1987).
- Spectre du Laplacien, graphes et topologie de Fell. Comment. Math. Helv. 63, No. 2, 226–252 (1988).
- Horocycle flow on geometrically finite surfaces. Duke Math. J. 61, No. 3, 779–803 (1990).
- Kazhdan constants for SL(3,Z). J. Reine Angew. Math. 413, 36–67 (1991).
- mit Peter Sarnak: Ramanujan duals. II. Invent. Math. 106, No. 1, 1–11 (1991).
- mit Norbert A’Campo: Arithmetic lattices and commensurator according to G. A. Margulis. Invent. Math. 116, No. 1–3, 1–25 (1994).
- Rigidity properties of group actions on CAT(0)-spaces. Proceedings of the international congress of mathematicians, ICM ’94, August 3–11, 1994, Zürich, Switzerland. Vol. II. Basel: Birkhäuser. 761–769 (1995).
- mit Shahar Mozes: CAT(-1)-spaces, divergence groups and their commensurators. J. Am. Math. Soc. 9, No. 1, 57–93 (1996).
- mit Amorós, Corlette, Kotschick, Toledo: Fundamental groups of compact Kähler manifolds. Mathematical Surveys and Monographs 44. Providence, RI: American Mathematical Society (AMS). xi, 140 p. (1996).
- mit Nicolas Monod: Bounded cohomology of lattices in higher rank Lie groups. J. Eur. Math. Soc. (JEMS) 1, No. 2, 199–235 (1999);
- mit Shahar Mozes: Groups acting on trees: From local to global structure. Publ. Math., Inst. Hautes Étud. Sci. 92, 113–150 (2000).
- mit Shahar Mozes: Lattices in products of trees. Publ. Math., Inst. Hautes Étud. Sci. 92, 151–194 (2000).
- mit Nicolas Monod: Continuous bounded cohomology and applications to rigidity theory. Geom. Funct. Anal. 12, No. 2, 219–280 (2002).
- mit Alessandra Iozzi: Bounded Kähler class rigidity of actions on Hermitian symmetric spaces. Ann. Sci. Éc. Norm. Supér. (4) 37, No. 1, 77–103 (2004).
- mit Alessandra Iozzi, Anna Wienhard: Surface group representations with maximal Toledo invariant. Ann. Math. (2) 172, No. 1, 517–566 (2010).
- mit Bucher, Frigerio, Iozzi, Pagliantini, Pozzetti: Isometric embeddings in bounded cohomology. J. Topol. Anal. 6, No. 1, 1–25 (2014).
- mit Michelle Bucher, Alessandra Iozzi: The bounded Borel class and 3-manifold groups. Duke Math. J. 167, No. 17, 3129–3169 (2018).
- mit Alessandra Iozzi, Anne Parreau, Beatrice Pozzetti: Currents, systoles, and compactifications of character varieties. Proc. Lond. Math. Soc. (3) 123, No. 6, 565–596 (2021).